# District de Jhunjhunu
Le district de Jhunjhunu est un district de l'état du Rajasthan en Inde.